# Horns rev

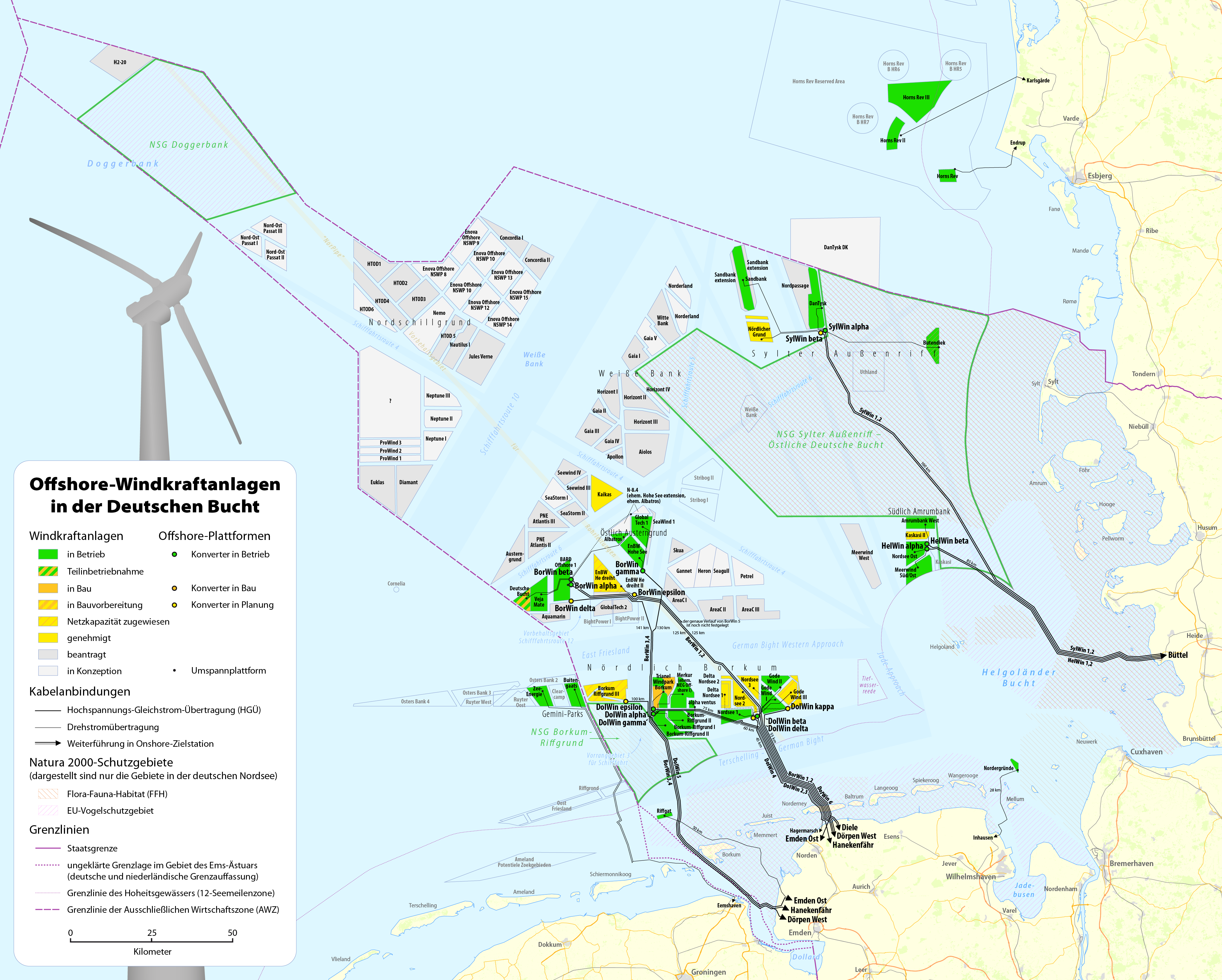
Karta över vindkraftsparker i Nordsjön

Horns rev är ett rev i Nordsjön utanför Blåvandshuk vid Blåvand i Varde kommun i Danmark.
Horns rev består av ett komplex med sandbankar som sträcker sig omkring 30 kilometer ut i Nordsjön utanför Blåbandshuk. Det är uppdelat i Indre Horns Rev och Ydre Horns Rev, avskiljda av den omkring 5 kilometer breda och 20 meter djupa, nordväst-sydostgående rännan Slugen.
I en sänka väster om bakkeöarna Varde bakkeø och Esbjerg bakkeø och ut till den vattentäckta Vovov bakkeø (idag under Ydre Horns Rev) är det avlagrat sediment från slutet av Saale-istiden. I nutid avlagras sand på Indre Horns Rev som en följd av i första hand tidvattnets strömningsförhållanden över revet. 
Från 1914 till 1980 fanns fyrskeppet Horns Rev på revet för att varna sjöfarten. Fyrskeppet ligger i Esbjergs hamn som museifartyg. 
På Ydre Horns Rev har uppförts de båda vindkraftverksparkerna Horns Rev Havmøllepark och Horns Rev 2.